# Kern eines lokalkompakten Raumes
Der Kern eines lokalkompakten Raumes bezeichnet in der Topologie eine kardinale Invariante eines lokalkompakten Raums {\displaystyle X} und wird mit {\displaystyle \operatorname {cor} (X)} notiert. Lokalkompakte Räume mit abzählbarem Kern verallgemeinern lokalkompakte σ-kompakte Räume.
Das Konzept wurde von Alexander Archangelski eingeführt.

## Kern eines lokalkompakten Raumes
Sei {\displaystyle X} lokalkompakter Raum, der hausdorffsch ist. Eine Teilmenge {\displaystyle S\subseteq X} heißt saturiert, wenn sie in {\displaystyle X} abgeschlossen ist und {\displaystyle S\cap P\neq \emptyset } für jede abgeschlossene, nicht-kompakte Teilmenge {\displaystyle P\subseteq X} gilt.
Der Kern {\displaystyle \operatorname {cor} (X)} ist die kleinste Kardinalzahl {\displaystyle \tau }, für die es eine Familie {\displaystyle \gamma =(\gamma _{j})} von saturierten Teilmengen von {\displaystyle X} gibt, so dass für die Anzahl der saturierten Mengen {\displaystyle |\gamma |\leq \tau } und
{\displaystyle \bigcap _{j}\gamma _{j}=\emptyset } gilt.
Ein Kern heißt abzählbarer Kern, wenn {\displaystyle \operatorname {cor} (X)\leq \omega } gilt. Der Kern eines diskreten Raumes ist genau dann abzählbar, wenn {\displaystyle X} abzählbar ist.

### Eigenschaften
- Der Kern jedes lokalkompakten Lindelöf-Raumes ist abzählbar.
- Sei {\displaystyle X} lokalkompakt mit abzählbaren Kern. Dann ist jede abgeschlossene diskrete Teilmenge H von X abzählbar, das heißt der Extent {\displaystyle e(X)=\{Y\colon Y{\text{ ist abgeschlossene und diskrete Teilmenge von }}X\}} ist abzählbar.
- Lokalkompakte Räume mit abzählbaren Kern sind unter einer breiten Menge an Bedingungen σ-kompakt.[5]
- Eine Teilmenge {\displaystyle Y} von {\displaystyle X} heißt kompakt von innen (englisch compact from inside) von {\displaystyle X}, falls jede Teilmenge {\displaystyle F} von {\displaystyle Y}, welche in {\displaystyle X} abgeschlossen ist, kompakt ist. Ein lokalkompakter Raum {\displaystyle X} besitzt einen abzählbaren Kern, wenn es eine abzählbare offene Überdeckung von Mengen gibt, die kompakt von innen von {\displaystyle X} sind.[6]